# Companhia de Armazéns e Silos do Estado de Minas Gerais
A Companhia de Armazéns e Silos do Estado de Minas Gerais, comumente chamada de CASEMG, foi uma sociedade de economia mista fundada em 1957, para armazenamento e ensilamento de produtos agropecuários.
Em outubro de 2020, após um processo que durou dois anos foi liquidada, deixando de existir.

## História
Através da Lei Estadual nº 1.643, de 6 de setembro de 1957, sancionada pelo então Governador de Minas Gerais José Francisco Bias Fortes. Incorporando os armazéns da Companhia de Armazéns Gerais de Produção de Minas, pela quantia de CR$ 42.968.349,00 (quarenta e dois milhões, novecentos e sessenta e oito mil, trezentos e quarenta e nove cruzeiros). 
As primeiras unidades armazenadoras estavam localizadas nos municípios de Aimorés, Resplendor, Teófilo Otoni, Poté, Três Rios, Cisneiros, Governador Valadares, Rio Casca, Araguari, Belo Horizonte, Uberlândia e Uberaba.
Em setembro de 2000, se tornou uma estatal federal vinculada ao Ministério da Agricultura e Pecuária, atuou com ênfase em parcerias, viabilizando soluções para ampliar a competitividade do agronegócio.
Durante o processo de dissolução, foi constatado que a estatal custou aos contribuintes brasileiros uma média anual de R$ 19.000.000,00 (dezenove milhões de reais) por ano, entre 2017 e 2020.
Em 2021, o Governo Federal informou que o processo de extinção da companhia havia sido concluído.